# セヴンス・スター
『セヴンス・スター』（Seventh Star）は、ブラック・サバスが1986年に発表した12作目のスタジオ・アルバム。当初はトニー・アイオミの初のソロ・アルバムとして計画されていたが、アメリカ盤の発売権を持っていたワーナー・ブラザース・レコードや、マネージメントの判断により、「ブラック・サバス・フィーチャリング・トニー・アイオミ」という名義で発売された。

## 解説
トニー・アイオミは当初、グレン・ヒューズ、ロブ・ハルフォード、ロニー・ジェイムス・ディオ等、複数のシンガーを起用することを考えていたが、最終的にはグレン・ヒューズだけが参加した。加えて、ブラック・サバスのサポート・メンバーであったジェフ・ニコルス、アメリカ人プレイヤーのデイヴ・スピッツとエリック・シンガーを起用した。なお、ジェフ・フェンノルトなる新人シンガーがグレン加入前に参加していた。解雇後ジェフはテレビ伝道師に転身し、ブラック・サバスの名を自らの売名行為に利用している。
本作に伴う北米ツアーの開始から5日後に、ヒューズがバンドを脱退。後任としてレイ・ギランがツアーに参加した。アイオミはその後、ギランを含むラインナップでブラック・サバス名義のアルバム『エターナル・アイドル』の制作に入るが、ギランとスピッツはレコーディング中に脱退した。
2010年、ボーナス・トラックとボーナス・ディスクを追加したデラックス・エディション盤がヨーロッパで発売された。ボーナス・ディスクには、レイ・ギラン加入後に行われた1986年6月2日のロンドン公演のライブ音源を収録。2011年にはデラックス・エディション盤が日本発売され、1986年当時の日本盤LPの帯を元にした帯が付された。

## 収録曲
全曲トニー・アイオミ作。ただし、作詞にはジェフ・ニコルス、ジェフ・グリックスマン、グレン・ヒューズも協力している。
1. イン・フォー・ザ・キル - "In for the Kill" – 3:40
2. ノー・ストレンジャー・トゥ・ラヴ - "No Stranger to Love" – 4:29
3. ターン・トゥ・ストーン - "Turn to Stone" – 3:28
4. スフィンクス - "Sphinx (The Guardian)" – 1:11
5. セヴンス・スター - "Seventh Star" – 5:19
6. デンジャー・ゾーン - "Danger Zone" – 4:25
7. 運命の輪 - "Heart Like a Wheel" – 6:35
8. アングリー・ハート - "Angry Heart" – 3:06
9. イン・メモリー - "In Memory..." – 2:37

### デラックス・エディション盤ボーナス・トラック
1. ノー・ストレンジャー・トゥ・ラヴ（オルタナティヴ・ヴァージョン） - "No Stranger To Love (Alternative Version)" – 4:00

### デラックス・エディション盤 ディスク2
特記なき楽曲はオジー・オズボーン、トニー・アイオミ、ギーザー・バトラー、ビル・ワードの共作。
1. 悪魔の掟 - "The Mob Rules" (Ronnie James Dio, Tony Iommi, Geezer Butler) – 2:59
2. デンジャー・ゾーン - "Danger Zone" (T. Iommi) – 4:44
3. ウォー・ピッグス - "War Pigs" – 8:10
4. セヴンス・スター - "Seventh Star" (T. Iommi) – 5:02
5. ダイ・ヤング - "Die Young" (R. J. Dio, T. Iommi, G. Butler, B. Ward) – 3:57
6. 黒い安息日 - "Black Sabbath" – 9:23
7. N.I.B. - "N.I.B." – 1:37
8. ネオン・ナイツ - "Neon Knights" (R. J. Dio, T. Iommi, G. Butler, B. Ward) – 4:36
9. パラノイド - "Paranoid" – 3:17

## 参加ミュージシャン
- トニー・アイオミ - ギター
- グレン・ヒューズ - ボーカル
- デイヴ・スピッツ - ベース
- エリック・シンガー - ドラムス
- ジェフ・ニコルス - キーボード
- ゴードン・コプリー - ベース（on "No Stranger to Love"）
- レイ・ギラン - ボーカル（デラックス・エディション盤ディスク2のみ）